# Giovanni Esicasta
Giovanni, detto Esicasta, conosciuto anche come Sabaita o Silenziario (in greco antico: Ἰωάννης ὁ Ἡσυχαστής?, Ioánnis o Isychastís, in armeno Հովհաննես ճգնավոր, Hovhannes chgnavor; Nicopoli, 8 gennaio 454 – Grande Laura, 13 maggio 558), fu vescovo di Colonia di Armenia. Il suo nome è tra quelli dei santi nei sinassari delle Chiese orientali e il suo elogio si legge nel Martirologio romano al 7 dicembre.

## Biografia
Originario di Nicopoli, nel Ponto, dopo la morte dei genitori fondò un monastero con alcuni compagni.
Fu eletto vescovo di Colonia, ma pochi anni dopo lasciò il governo della sua diocesi e si ritirò a Gerusalemme per servire gli anziani ricoverati nell'ospedale di San Giorgio.
Nel 491 fu ammesso come monaco nella Grande Laura di san Saba, presso Betlemme, e nel 509 si ritirò in una cella dove visse in silenzio assoluto per tre anni; tenne segreta la sua consacrazione episcopale fino a quando san Saba lo candidò al sacerdozio.
L'agiografo bizantino Cirillo di Scitopoli si considerava suo discepolo e ne scrisse una vita, dando origine al suo culto in Oriente.